# ماكس ستيرن
ماكس ستيرن (بالإنجليزية: Max Stern)‏ هو رائد أعمال أمريكي، ولد في 1898 في فولدا في ألمانيا، وتوفي في 1982.